# پلوتون (شخصیت کمیک)
پلوتو یک الهه تخیلی در کتاب‌های کامیک مارول کامیکس می‌باشد که بر اساس خدایی در اساطیر رومی-یونانی با همین نام ساخته شده است. این کاراکتر به وسیلهٔ استن لی و جک کربی خلق شده و در ثور شمارهٔ ۱۲۷ام (آوریل ۱۹۶۶) برای اولین بار معرفی شد.